# Jonás Trueba
Jonás-Groucho Rodríguez Huete, conegut artísticament com a Jonás Trueba (Madrid, 30 de novembre de 1981), és un guionista i director de cinema espanyol. El 2010 va presentar la seva primera pel·lícula com a director: Todas las canciones hablan de mí.

## Biografia
Nascut a Madrid el 30 de novembre de 1981, és fill de la productora Cristina Huete, filla de l'il·lustrador Manuel Huete Aguilar, i del director de cinema Fernando Trueba, germà de l'escriptor i també cineasta David Trueba.

## Inicis
Jonás Trueba va debutar com a director i coguionista l'any 2000 amb un primer curtmetratge, Cero en conciencia. Per a aquest guió va comptar amb la col·laboració de Daniel Gascón, autor de la novel·la La edad del pavo. El 2001, Jonás Trueba col·laborà en el guió de la comèdia Más pena que gloria, del director Víctor García León. En 2006 va tornar a col·laborar amb García León, aquest cop amb el guió de la pel·lícula Vete de mí. Aquesta cinta, que va comptar amb actors com Juan Diego, Juan Diego Botto o Cristina Plazas, va tenir bon acolliment per part de la crítica espanyola.
El 2009 col·laborà amb la pel·lícula El baile de la Victoria, de Fernando Trueba, sobre una obra d'Antonio Skármeta. La cinta, rodada a Xile i protagonitzada per l'actor argentí Ricardo Darín.
També és autor del migmetratge Miniaturas (2011), i d'alguns videoclips com La gran broma final, de Nacho Vegas, o Balada Baladí, d'El Hijo, Oda al amor efímero, de Tulsa o Arcadia en flor, de Rafael Berrio. Ha dirigit una obra de teatre, Pienso a menudo en ti (2007), i ha treballat com a editor de llibres de cinema. Col·labora en diversos mitjans de comunicació i escriu un bloc per al diari El Mundo anomenat El viento sopla donde quiere. La seva primera novel·la, Las ilusiones (Periférica editorial), està relacionada amb la cinta Los ilusos, el seu segon llargmetratge.

## Direcció
Jonás Trueba, que es va iniciar en la direcció en 2010, ha escrit i dirigit quatre llargmetratges. La seva primera pel·lícula, Todas las canciones hablan de mí, rodada en 2010 i protagonitzada per Bárbara Lennie, la seva parella sentimental de llavors, va ser nominada al Goya al millor director novell. Es tracta d'un llargmetratge intimista escrit i dirigit per Jonás Trueba i coprotagonitzat per Oriol Vila.
La seva segona pel·lícula, Los ilusos, estrenada el 2013, i en la qual treballa amb actors com Francesco Carril i Aura Garrido, és un film més fresc i generacional. Es va distribuir al marge del circuit d'exhibició tradicional i va recórrer diversos festivals internacionals. Arran d'aquesta pel·lícula funda la seva pròpia productora, Los Ilusos Films SL., al costat de Javier Lafuente, per a continuar realitzant de manera independent els seus següents projectes.
La cinta Los exiliados románticos, la seva tercera pel·lícula, va ser estrenada el 2015. Va comptar amb un pressupost d'uns 15.000 euros per a la producció. En ella s'hi narra el viatge de tres amics que es retroben amb amors idíl·lics i efímers, un film que exalta l'amistat i el compromís. Es va estrenar en una gira "Solo en cines de verano" abans d'arribar al circuit de sales comercials.
En 2016 va estrenar el film La reconquista, dins de la Secció Oficial del Festival de Sant Sebastià. Protagonitzat per Francesco Carril, Itsaso Arana, Candela Recio, Pablo Hoyos i Aura Garrido. El director torna sobre un paisatge madrileny, ara el que envolta la plaça de Las Vistillas, plaça d'Espanya, final de Lavapiés. «Un Madrid un xic parisenc», segons la crítica, que la va jutjar de manera positiva.
L'agost de 2019 va estrenar la pel·lícula La virgen de agosto, en la que reivindicava la ciutat de Madrid a l'estiu. Una carta d'amor a una ciutat "poc postalera" i oberta a l'"imprevisible".

## Productor i novel·lista
El 1992 va col·laborar en petites tasques de producció a la pel·lícula Belle Epoque, dirigida per Fernando Trueba, i el 1996 va fer un petit paper en una altra cinta espanyola, La buena vida, dirigida pel seu oncle, David Trueba.
El 2013 va publicar la seva primera novel·la, Las ilusiones, un text breu editat per l'editorial Perifèrica. Narrada en primera persona, la novel·la va repassant moments, reflexions i records de l'autor que, a vegades, pertanyen a projectes de pel·lícules que no van ser, trossos trencats d'un procés creatiu encara a les beceroles o relats sobre cinema.

## Reconeixements
El 2016 va rebre el premi El Ojo Crítico de Cine de Ràdio Nacional d'Espanya.